# Kazuki Fukai
Kazuki Fukai (深井 一希, Fukai Kazuki), né le 11 mars 1995 à Sapporo au Japon, est un footballeur japonais. Il évolue au poste de milieu défensif au Consadole Sapporo.

## Biographie

### En club
Natif de Sapporo au Japon, Kazuki Fukai est formé par le club de sa ville natale, le Consadole Sapporo. Son club est en J. League 2 lorsqu'il débute avec l'équipe première jouant son premier match le 20 mars 2013, lors d'une rencontre de championnat face au Matsumoto Yamaga FC, contre qui son équipe s'incline (1-2). A l'issue de la saison 2016, le Consadole Sapporo est sacré Champion de J-League 2, et Fukai glane donc son premier titre.
Kazuki Fukai découvre donc la J. League 1 la saison suivante puisque son équipe est promue dans l'élite. Il joue son premier match lors de la première journée du championnat, le 25 février 2017, lors d'une défaite de son équipe face au Vegalta Sendai (1-0). En avril 2017, Kazuki Fukai se blesse sérieusement au genou, victime d'une rupture du ligament croisé qui le tient éloigné des terrains pour plusieurs mois.

### En équipe nationale
Avec l'équipe du Japon des moins de 17 ans, Kazuki Fukai est sélectionné pour participer à la coupe du monde des moins de 17 ans en 2011, qui se déroule au Mexique. Il joue quatre matchs durant ce tournoi, où les jeunes japonais sont éliminés en quarts de finale par le Brésil.

## Palmarès
Consadole Sapporo
- Championnat du Japon D2 (1) :
  - Vainqueur : 2016.